# Theridion vallisalinarum
Theridion vallisalinarum là một loài nhện trong họ Theridiidae.
Loài này thuộc chi Theridion. Theridion vallisalinarum được miêu tả năm 1982 bởi Levy & Amitai.